# Charles Friedek
Charles Michael Friedek, född 26 augusti 1971 i Gießen i Hessen i Västtyskland, är en tysk friidrottare som tävlar i trestegshoppning för TSV Bayer 04 Leverkusen.
Friedek stora genombrott kom när han 1999 vann guld vid VM-inomhus efter ett hopp på 17,18. Samma år blev han världsmästare utomhus då han hoppade 17,59. 
Under 2000 blev han även europamästare inomhus då han hoppade 17,28. Däremot misslyckades han vid Olympiska sommarspelen 2000 där han inte tog sig vidare till finalomgången. 
Under 2002 deltog han vid EM i München där han slutade tvåa efter Christian Olsson efter ett hopp på 17,33. Han deltog även vid VM 2005 men utan att ta sig vidare till finalomgången.